# Arenas de San Pedro (kommunhuvudort)
Arenas de San Pedro är en kommunhuvudort i Spanien. Den ligger i provinsen Provincia de Ávila och regionen Kastilien och Leon, i den centrala delen av landet, 120 km väster om huvudstaden Madrid. Arenas de San Pedro ligger 531 meter över havet och antalet invånare är 6 539.
Terrängen runt Arenas de San Pedro är varierad.Runt Arenas de San Pedro är det ganska glesbefolkat, med 28 invånare per kvadratkilometer. Arenas de San Pedro är det största samhället i trakten. 